# Кроусделл, Адам
Адам Кроусделл (англ. Adam Croasdell; род. 10 июля 1976 г. в Зимбабве) — британский актёр. Наиболее известен по роли доктора Эла Дженкинса в мыльной опере «Жители Ист-Энда» (2009-2010), а также по одной из главных отрицательных ролей в боевике «Ударная группа» (2006).

## Биография
Родился в 1976 году в Зимбабве, впоследствии вместе с родителями переехал в Великобританию. Дебютировал как актёр в 1998 году в приключенческом фильме «Тарзан и затерянный город».
С 2009 по 2010 снимался в мыльной опере «Жители Ист-Энда».
В игре James Bond 007: Blood Stone, вышедшей в 2010 году, был дублёром тела для Дэниела Крейга, исполнителя роли Джеймса Бонда
В 2016 озвучивал персонажа по имени Игнис Шиенция в игре Final Fantasy XV.
В 2018 снялся в третьем сезоне популярного сериала «Проповедник»

## Фильмография
| Год       |   | Русское название           | Оригинальное название        | Роль                               |
| --------- | - | -------------------------- | ---------------------------- | ---------------------------------- |
| 1998      | ф | Тарзан и затерянный город  | Tarzan and the Lost City     | Льюис                              |
| 2006      | ф | Ударная группа             | Attack Force                 | Ароон                              |
| 2008      | с | Пуаро Агаты Кристи         | Agatha Christie's Poirot     | Адам Гудман                        |
| 2009—2010 | с | Жители Ист-Энда            | EastEnders                   | доктор Эл Дженкинс                 |
| 2010      | с | Сверхъестественное         | Supernatural                 | Бальдр                             |
| 2011      | с | Следствие по телу          | Body of Proof                | Ронан Галлахер                     |
| 2012      | ф | Оборотень: Зверь среди нас | Werewolf: The Beast Among Us | Стэфан                             |
| 2014—2016 | с | Морская полиция: Спецотдел | NCIS                         | Ангус Кларк в молодости            |
| 2015      | с | Однажды в сказке           | Once Upon a Time             | Бреннан Джонс, отец Капитана Крюка |
| 2017      | с | Царство                    | Reign                        | Джеймс Хэпберн, 4-й граф Ботвелл   |
| 2018      | с | Проповедник                | Preacher                     | Эккариус                           |